# Laixkar-e-Toiba
Laixkar-e-Toiba (en urdú: لشكرِ طيبه laškar-ĕ ṯaiyyiba, literalment l'“exèrcit dels purs”, també transliterat internacionalment en anglès com Lashkar-i-Tayyaba, Lashkar-e-Tayyaba o Lashkar-e-Toiba) és un grup militar de línia dura de Caixmir que practica el fonamentalisme islàmic jihadista. És la branca militar de Markaz Dawa-Wal-Irshad, partit islamista. El seu líder és Mohammed Latif.

Bandera

Es va formar a l'Afganistan el 1990, però les seves primeres accions a Caixmir són de 1993 en cooperació amb el moviment Islami Inquilabi Mahaz. Des del 1997 la seva activitat fou important. El líder del grup a l'interior, Abu Muwaih, va morir en combat el 30 de desembre de 1999. Des del 1999 fa atacs suïcides a bases de les forces índies, i en 2000 va atacar el Fort Vermell de Delhi i en 2015, l'Institut Indi de les Ciències.
El 2005 el comandant suprem era Mohammed Saeed i Zia-Ur-Rehman Lakhvi àlies Chachaji era el comandant de l'interior.
El 26 de novembre de 2008, deu militants de Laixkar-e-Toiba van fer diversos atacs a Bombai, entre ells l'estació Chhatrapati Shivaji, la més concorreguda a hora punta, hotels de cinc estrelles, una cafeteria i hospitals. Els múltiples atacs i mesures de control van durar tres dies i van provocar la mort de més de 175 persones, incloent civils, estrangers, personal de seguretat i personal hospitalari.
El 6 de maig de 2025 l'Índia va bombardejar a Muridke i Bahawalpur al Panjab (Pakistan), i a Kotli i Muzaffarabad al Kashmir ocupat pel Pakistan diverses infraestructures de Laixkar-e-Toiba causant la mort de 26 persones, després que aquesta organització ataqués un grup de turistes a Pahalgam el 22 d'abril, causant 28 víctimes mortals.